# 김수장 (법조인)
김수장(金壽長, 1945년~)은 제39대 서울지방검찰청 검사장과 중앙선거관리위원회 상임위원을 역임한 법조인이다.

## 생애
1945년 대전광역시에서 초등학교 교사였던 김낙주의 3남 2녀 자녀 중에서 태어나 대전고등학교와 서울대학교 법학과를 졸업하고 1967년 제8회 사법시험에서 합격했다. 육군법무관을 거쳐 1973년 부산지방검찰청 검사에 임용되었다.
대검찰청의 이종기 변호사 수임 비리 사건 수사 결과 발표에 대해 소장 검사들이 수뇌부 퇴진이 포함된 근본적인 법조 개혁을 요구하며 서명작업으 하려고 할 때 부산지방검찰청 검사장이었던 김수장은 이를 제지했다.
노무현 정부에서 법무부가 2003년 7월 26일자로 개정된 검찰인사위원회규정에 따라 외부 인사인 김수장 변호사를 검찰인사위원장으로 지명하고 7월 28일 첫 회의를 소집한 것으로 알려지자 참여연대 사법감시센터는 "1986년 인천지검 특수부장으로 재직할 당시, 권인숙 성고문사건 조사 지휘검사로 활동하고, 그 결과를 발표한 장본인이다. 당시 조사 결과 발표에서 김수장 검사는 '성적 모욕을 가했다는 부분은 인정할 수 없으나 폭언 폭행을 했다는 부분은 일부 사실로 인정된다'고 밝히며 성고문 사실을 은폐하려는 의도를 내보였다. 더욱이 당시 검찰은 수사 발표 보조자료를 통해 이 사건을 '권양이 성적모욕을 당했다고 허위사실을 주장한 것은 운동권 세력이 상습적으로 벌이는 의식화투쟁의 일환으로서 자신의 구명과 아울러 수사기관의 위신을 실추시키고 정부공권력을 무력화시키려는 의도에서 나온 것'으로 규정하는 등 사건의 허위·왜곡을 서슴지 않았다. 이러한 허위·왜곡 발표가 민주화 세력에 대한 일반 시민들의 인식에 극단적으로 부정적인 영향을 끼쳤을 것은 명약관화하다."고 하면서 적절하지 않은 인사라고 하면서 비판했다.

## 가족 관계
김수장의 아버지는 유성초등학교 교장을 역임한 김낙주이며 국방과학연구소 실장을 역임한 김수영,·하나은행 정림동 지점장을 역임한 김수완이 남자 형제이며 남매의 남편으로 중앙청과 사장을 역임한 주우재, 호서대 교수를 역임한 권종억이다.
둘째 딸 김지하의 남편이 제37회 사법시험에서 합격하여 부장판사를 했던 하태흥 김앤장 법률사무소 조세그룹 변호사이며 하태흥의 사촌 형이 하태훈 고려대 법대 교수, 사촌 형수가 정선주 서울대 법대 교수이다.

## 경력
- 1969년 육군법무관(대위)
- 1973년 부산지방검찰청 검사
- 1975년 부산지방검찰청 마산지청 검사
- 1977년 서울지방검찰청 성북지청 검사
- 1979년 법무부 검찰제2과 검사
- 1980년 제주지방검찰청 검사
- 1981년 법무부 보호과 검사
- 1982년 대검찰청 검찰연구관(고등검찰관)
- 1983년 대구지방검찰청 특수부장검사
- 1986년 인천지방검찰청 특수부장검사
- 1987년 서울지방검찰청 특수부 제2부장검사
- 1988년 법무부 법무심의관
- 1989년 대검찰청 중수부 제1과장검사
- 1990년 11월 5일 ~ 1991년 7월 31일 제31대 광주지방검찰청 순천지청장
- 1991년 서울지방검찰청 서부지청 차장검사
- 1992년 수원지방검찰청 차장검사
- 1993년 3월 23일 ~ 1993년 9월 2일 제21대 서울지방검찰청 의정부지청 지청장
- 1993년 법무부 보호국장
- 1994년 법무부 법무실장
- 1995년 9월 20일 ~ 1997년 1월 22일 제37대 전주지방검찰청 검사장
- 1997년 1월 23일 ~ 1997년 8월 13일 제12대 창원지방검찰청 검사장
- 1997년 법무부 교정국장
- 1998년 3월 23일 ~ 1999년 2월 21일 제40대 부산지방검찰청 검사장
- 1999년 2월 22일 ~ 1999년 6월 8일 제39대 서울지방검찰청 검사장
- 2000년 중앙선거관리위원회 상임위원
- 2003년 검사 인사위원장